# 外島貴幸
外島 貴幸（としま たかゆき）は、日本の美術家。

## 概要
1980年東京都生まれ。Bゼミ修了。
コントユニット「O,1、2人」の1人。

## 展示
- 「いっちふいっち」（野方の空白、東京、2017年）
- 「無条件修復展」（milkyeast、東京、2015年）

## 公演
- 「目田田回回田田白」（TALION GALLERY、東京、2019）
- 「背中を盗むおなか‐リプライズ」（blanClass、神奈川、2017）[2]

## 作品
- 「bid」（眞島竜男との共著、2013年）
- 「ポリ画報」（雑誌、2014 年～）

## 出演
- あなたはわたしじゃない（監督、七里圭）[3]